# 程郭镇
程郭镇，是中华人民共和国山東省烟台市莱州市下辖的一个乡镇级行政单位。

## 行政区划
程郭镇下辖以下地区：
坊苑社区、东苑社区、东程村、后苏村、前苏村、侯家村、西程村、东庄村、洪沟头村、西坊北村、东坊北村、前坊北村、郑家埠村、郭古庄村、东风村、五佛刘家村、五佛蒋家村、沙埠庄村、西武官村、后王门村、前王门村、高郭庄村、曹郭庄村、清明沟村、后武官村、前武官村、桥头村、下董村、上董村、西石桥村、东石桥村、谷口村、谷口唐家村、高家庄子村、金牌村、南宿村、东南坡村、胡埠村、东李家村、菜园头村、山后村、三十里堡村、新埠上村、坎上村、坎下村、小滩村、曲家村、庄里村、北旺村、石格庄村、东马家村、腰刘家村、洼迟家村、东圈子村、无根枣由家村、花秸岭村、教书庄村、宋家集村、东宋家村、东蚕庄村、西蚕庄村、张家坡子村、南菊寺村、北菊寺村、罗家营村、南相村、北相村、东朱盘沟村、西朱盘沟村、南边村、北边村和马家庄村。

## 人口
2010年中国第六次人口普查时，程郭镇共有人口48639人。共有家庭16991户，平均每户2.64人。14岁以下的少年儿童共5082人，占总人口10.44%；15-64岁人口共36772人，占总人口75.60%；65岁及以上的老年人共6785人，占总人口的13.94%。男性共计24546人，占总人口50.46%；女性共计24093，占总人口49.53%。本地居住的人口中，拥有本地户籍的人口为39101人，占80.39%。